# フランシーン・プローズ
フランシーン・プローズ （英語: Francine Prose、1947年4月1日 - ）は、アメリカ合衆国の作家、随筆家である。
2007年から2008年まで、米国ペンクラブ会長を務めた。

## 著作
- 『シシリアン・オデッセイ : 地中海の十字路、眩惑の島』仁木めぐみ訳、早川書房、2004年 (ナショナルジオグラフィック・ディレクションズ)
- 『暴食の世界史』屋代通子訳、築地書館、2010年　など多数